# Breitenbrunn (Lützelbach)
Breitenbrunn ist neben Lützel-Wiebelsbach, Haingrund, Rimhorn und Seckmauern einer der fünf Ortsteile der Gemeinde Lützelbach im südhessischen Odenwaldkreis.

## Geographie
Das offenes Dorf mit regellosem Grundriss liegt im Buntsandsteingebiet des Odenwalds bei doppelseitiger Tallage, ca. 13,5 km nordöstlich von Erbach. Es ist von bewaldeten Höhen des Odenwalds umgeben, im Süden des Gemeindegebiets von Lützelbach in dem Talkessel des oberen Breitenbachs, der nach Norden bei Rai-Breitenbach der Mümling zufließt. Der Ortsteil Breitenbrunn besteht aus der 830,1 Hektar umfassenden Gemarkung Breitenbrunn, die zwischen 220 und 420 Meter Höhe gelegen ist. In der Gemarkung befindet sich als Siedlungsplatz die Gehöftgruppe Hengmantel.
Auf dem südlichen Hügel – an dessen Fuß die Freiwillige Feuerwehr Breitenbrunn ihr Feuerwehrhaus errichtet hat – besteht eine kleine Ansiedlung. Der Hügel war ursprünglich bewaldet, die Siedlung entstand erst nach dessen Rodung. An der kleinen Verbindungsstraße, welche die Siedlung mit dem Ort verbindet, befindet sich das örtliche Wasserwerk.
Weiter südlich des Weilers „Hengmantel“ befindet sich im Wald an einer Landstraße gelegen, ein ehemaliges Munitionslager der US-Armee. Hier sind heute vier Windkraftanlagen in Betrieb, zwei wurden Anfang 2005 errichtet und zwei weitere im März 2009.
Die Erhebung nordwestlich des Weilers "Hengmantel" (Flurname: "Im untern Bildacker", Position in etwa bei 49°45'33.4"N 9°03'54.9"E) stellt den einzigen Ort dar, von dem aus bei guter Wetterlage sowohl die etwa 7 km entfernte Burg Breuberg (Blickrichtung: nordnordwest), als auch die etwa 14 km entfernte Veste Otzberg (Blickrichtung: nordwest) mit bloßem Auge gleichzeitig gesehen werden kann.
An den Ortsteil Breitenbrunn grenzen, vom Norden beginnend, im Uhrzeigersinn die Orte Lützel-Wiebelsbach, Haingrund, Kimbach und Fürstengrund der Stadt Bad König und Rimhorn. In den Ort führt die Landesstraße 3106, die Rimhorn und Haingrund verbindet.

## Klima
Breitenbrunn liegt in einer gemäßigten Klimazone. Die Temperatur sinkt selten unter −10 °C. Im Sommer kann die Temperatur bis auf über 30 °C ansteigen. Im August 2003 stieg die Temperatur auf einen Rekordwert von 37 °C.

## Geschichte

### Ortsgeschichte
Südöstlich des Talkessels, in dem der heutige Ort liegt, stand auf einem Hügel ein Römerkastell des hier verlaufenden Odenwaldlimes. 
1273 verkaufte Marquard von Rosenbach umfangreiche Güter, darunter auch ein Gut zu „Breidenbrunen“ an das Kloster Höchst. Dies stellt die älteste erhaltene Erwähnung des Ortes da. Breitenbrunn gehörte zur Herrschaft Breuberg und fiel mit ihr 1806 an das Großherzogtum Hessen. Nach Auflösung der alten Amtsstruktur 1822 fiel der Ort in den Zuständigkeitsbereich des Landgerichts Höchst, nach der Reichsjustizreform von 1877 ab 1879 in den des Amtsgerichts Höchst im Odenwald.
Hessische Gebietsreform (1970–1977)
Im Zuge der Gebietsreform in Hessen fusionierten zum 1. Februar 1971 die Gemeinden Breitenbrunn und Lützel-Wiebelsbach zur erweiterten Gemeinde Lützel-Wiebelsbach und am 31. Dezember 1971 schloss sich die Gemeinde Rimhorn der Gemeinde Lützel-Wiebelsbach an. In der Folge wurden durch das Gesetz zur Neugliederung des Landkreises Erbach die Gemeinden Steinbachtal und Lützel-Wiebelsbach mit Wirkung vom 1. August 1972 zur Gemeinde Lützelwiebelsbach zusammengeschlossen. Ein Jahr später wiederum, am 1. Juli 1973, wurde die Gemeinde in Lützelbach umbenannt.
Für Breitenbrunn  wurde, wie für jeden Ortsteil der neugeschaffenen Gemeinde, ein Ortsbezirk gebildet.

### Verwaltungsgeschichte im Überblick
Die folgende Liste zeigt die Staaten und Verwaltungseinheiten, denen Breitenbrunn angehört(e):
- vor 1806: Heiliges Römisches Reich, 1⁄2 Grafschaft Erbach-Schönberg, Herrschaft Breuberg/ 1⁄2 Fürstentum Löwenstein-Wertheim-Rochefort, Zent Lützelbach
- ab 1806: Großherzogtum Hessen (Souveränitätslande),[Anm. 2], Fürstentum Starkenburg Amt Breuberg (zur Standesherrschaft Löwenstein-Wertheim gehörig)
- ab 1815: Großherzogtum Hessen[Anm. 3] (Souveränitätslande), Provinz Starkenburg, Amt Breuberg (zur Standesherrschaft Löwenstein-Wertheim gehörig)
- ab 1822: Großherzogtum Hessen, Provinz Starkenburg, Landratsbezirk Erbach[Anm. 4]
- ab 1848: Großherzogtum Hessen, Regierungsbezirk Erbach
- ab 1852: Großherzogtum Hessen, Provinz Starkenburg, Kreis Neustadt
- ab 1874: Provinz Starkenburg, Kreis Erbach
- ab 1871: Deutsches Reich, Großherzogtum Hessen, Provinz Starkenburg, Kreis Erbach
- ab 1918: Deutsches Reich (Weimarer Republik), Volksstaat Hessen, Provinz Starkenburg, Kreis Erbach
- ab 1938: Deutsches Reich, Volksstaat Hessen, Landkreis Erbach[10][Anm. 5]
- ab 1945: Amerikanische Besatzungszone,[Anm. 6] Groß-Hessen, Regierungsbezirk Darmstadt, Landkreis Erbach
- ab 1946: Amerikanische Besatzungszone, Land Hessen, Regierungsbezirk Darmstadt, Landkreis Erbach
- ab 1949: Bundesrepublik Deutschland, Land Hessen, Regierungsbezirk Darmstadt, Landkreis Erbach
- ab 1971: Bundesrepublik Deutschland, Land Hessen, Regierungsbezirk Darmstadt, Landkreis Erbach, Gemeinde Lützelwiebelsbach[Anm. 7]
- ab 1972: Bundesrepublik Deutschland, Land Hessen, Regierungsbezirk Darmstadt, Odenwaldkreis, Gemeinde Lützelwiebelsbach
- ab 1973: Bundesrepublik Deutschland, Land Hessen, Regierungsbezirk Darmstadt, Odenwaldkreis, Gemeinde Lützelbach[Anm. 8]

### Bevölkerung

#### Einwohnerentwicklung
- 1730: 29 wehrfähige Männer[3]
- 1961: 965 evangelische (= 56,04 %), 741 katholische (= 43,03 %) Einwohner[3]

| Breitenbrunn: Einwohnerzahlen von 1829 bis 2024 | Breitenbrunn: Einwohnerzahlen von 1829 bis 2024 | Breitenbrunn: Einwohnerzahlen von 1829 bis 2024 | Breitenbrunn: Einwohnerzahlen von 1829 bis 2024 | Breitenbrunn: Einwohnerzahlen von 1829 bis 2024 |
| --- | ----------------------------------------------- | ----------------------------------------------- | ----------------------------------------------- | ----------------------------------------------- |
| Jahr |                                                 |                                                 |                                                 | Einwohner                                       |
| 1829 | 1829                                            |                                                 | 496                                             | 496                                             |
| 1834 | 1834                                            |                                                 | 549                                             | 549                                             |
| 1840 | 1840                                            |                                                 | 590                                             | 590                                             |
| 1846 | 1846                                            |                                                 | 600                                             | 600                                             |
| 1852 | 1852                                            |                                                 | 619                                             | 619                                             |
| 1858 | 1858                                            |                                                 | 540                                             | 540                                             |
| 1864 | 1864                                            |                                                 | 570                                             | 570                                             |
| 1871 | 1871                                            |                                                 | 578                                             | 578                                             |
| 1875 | 1875                                            |                                                 | 565                                             | 565                                             |
| 1885 | 1885                                            |                                                 | 560                                             | 560                                             |
| 1895 | 1895                                            |                                                 | 544                                             | 544                                             |
| 1905 | 1905                                            |                                                 | 563                                             | 563                                             |
| 1910 | 1910                                            |                                                 | 521                                             | 521                                             |
| 1925 | 1925                                            |                                                 | 517                                             | 517                                             |
| 1939 | 1939                                            |                                                 | 500                                             | 500                                             |
| 1946 | 1946                                            |                                                 | 626                                             | 626                                             |
| 1950 | 1950                                            |                                                 | 616                                             | 616                                             |
| 1956 | 1956                                            |                                                 | 566                                             | 566                                             |
| 1961 | 1961                                            |                                                 | 536                                             | 536                                             |
| 1967 | 1967                                            |                                                 | 573                                             | 573                                             |
| 1970 | 1970                                            |                                                 | 619                                             | 619                                             |
| 1980 | 1980                                            |                                                 | ?                                               | ?                                               |
| 1990 | 1990                                            |                                                 | ?                                               | ?                                               |
| 2000 | 2000                                            |                                                 | ?                                               | ?                                               |
| 2011 | 2011                                            |                                                 | 717                                             | 717                                             |
| 2015 | 2015                                            |                                                 | 733                                             | 733                                             |
| 2020 | 2020                                            |                                                 | 732                                             | 732                                             |
| 2024 | 2024                                            |                                                 | 710                                             | 710                                             |
| Datenquelle: Historisches Gemeindeverzeichnis für Hessen: Die Bevölkerung der Gemeinden 1834 bis 1967. Wiesbaden: Hessisches Statistisches Landesamt, 1968. Weitere Quellen: LAGIS; Gemeinde Lützelbach; Zensus 2011 |                                                 |                                                 |                                                 |                                                 |

#### Einwohnerstruktur 2011
Nach den Erhebungen des Zensus 2011 lebten am Stichtag, dem 9. Mai 2011 in Breitenbrunn 717 Einwohner. Darunter waren 45 (6,3 %) Ausländer.
Nach dem Lebensalter waren 138 Einwohner unter 18 Jahren, 297 zwischen 18 und 49, 165 zwischen 50 und 64 und 117 Einwohner waren älter.
Die Einwohner lebten in 297 Haushalten. Davon waren 81 Singlehaushalte, 84 Paare ohne Kinder und 111 Paare mit Kindern, sowie 21 Alleinerziehende und keine Wohngemeinschaften. In 129 Haushalten lebten ausschließlich Senioren und in 429 Haushaltungen lebten keine Senioren.

## Politik
Für Breitenbrunn besteht ein Ortsbezirk (Gebiete der ehemaligen Gemeinde Breitenbrunn) mit Ortsbeirat und Ortsvorsteher nach der Hessischen Gemeindeordnung. Der Ortsbeirat besteht aus drei Mitgliedern. Bei den Kommunalwahlen in Hessen 2021 betrug die Wahlbeteiligung zum Ortsbeirat Breitenbrunn 55,1 %. Dabei wurden gewählt: je ein Mitglied der SPD, der CDU und der Liste „Überparteiliche Wählergemeinschaft Lützelbach“ (ÜWG). Der Ortsbeirat wählte Fritz Hartmann zum Ortsvorsteher.

## Kultur und Sehenswürdigkeiten
Der Ortsteil verfügt über eine anstelle einer älteren Wehrkirche im Jahr 1783 erbaute und denkmalgeschützte evangelische Kirche und ein Dorfgemeinschaftshaus.
Es gibt im Dorf die Gesangs- und Sportvereinigung Breitenbrunn, die sich in eine Sport- und eine Gesangssparte aufteilt. Die Fußballabteilung des Vereins trägt ihre Heimspiele auf dem „Sportplatz an der Weidenstraße“, der über dem Tal liegt, aus. Der Tanzabteil, unterteilt in Altersstufen, übt jedes Jahr einen Tanz für die Breitenbrunner Kerb ein. Weiter existiert ein Verkehrs- und Verschönerungsverein, die Freiwillige Feuerwehr Breitenbrunn, und die Breitenbrunner Volksmusikanten. Üblich ist auch ein kleiner Umzug an Fasching mit anschließender Feier im Dorfgemeinschaftshaus.

## Wirtschaft und Infrastruktur

### Wirtschaftsstruktur
Im Dorf sind verschiedene kleine Geschäfte und Handwerksbetriebe  angesiedelt. Größere Gewerbeansiedlungen fehlen. Breitenbrunn weist intensive Landwirtschaft auf, in der sowohl Viehzucht und Ackerbau betrieben werden. Die Umgegend des Ortes ist daher von Weiden und Ackerflächen geprägt.

### Verkehr
Breitenbrunn ist über die Landesstraße 3106 an das regionale Straßennetz angebunden. Sie verbindet Breitenbrunn in westlicher Richtung mit dem Nachbarort Rimhorn und in östlicher Richtung mit dem Flugplatz Vielbrunn und dem Nachbarortsteil Haingrund. Es existiert ferner ein asphaltierter Wirtschaftsweg, der Breitenbrunn durch ein Waldstück mit Lützel-Wiebelsbach verbindet.